# MoLaRi
A Monitoring és Lakossági Riasztó Rendszer, röviden MoLaRi (vagy MOLARI) egy polgári védelmi, ezen belül alapvetően vegyvédelmi megfigyelő- (idegen szóval monitoring), riasztó- és tájékoztató-rendszer, amely a Magyarország területén található, az Európai Uniós 96/82/EK („Seveso II”) vegyiparbiztonsági irányelv hatálya alá tartozó, veszélyesnek minősített vegyi üzemek, illetve telephelyek környezetében lett kialakítva 2006 és 2014 között. A rendszert az Országos Katasztrófavédelmi Főigazgatóság (OKF) telepítette és üzemelteti.
A MoLaRi 9 vármegyében (Borsod-Abaúj-Zemplén, Csongrád-Csanád, Fejér, Heves, Komárom-Esztergom, Pest, Tolna, Veszprém, Zala), valamint Budapest 8 kerületében (IV., IX., X., XIII., XIV., XV., XVI., XIX.) összesen 20 vegyipari jellegű létesítmény környezetét felügyeli, és országosan körülbelül 500 ezer embert tud közvetlenül riasztani és tájékoztatni egy súlyos vegyipari baleset esetén. Teljes egészében 2014 szeptemberére készült el, csak ekkor épült ki ugyanis a budapesti hálózat, amelyet szeptember 1-én, délelőtt 11 órakor nyilvánosan tesztelt a Fővárosi Katasztrófavédelmi Igazgatóság (FKI). Teljes kivitelezési költsége 10 milliárd forint volt, ennek egy része európai uniós támogatásból származott.
A Paksi Atomerőmű 30 km-es körzetében épült ki a MoLaRi-tól függetlenül üzembe helyezhető LTRR - Lakossági Tájékoztató és Riasztó Rendszer. Ez veszély esetén 227 darab szirénán keresztül továbbított riasztó jelzésekkel értesíti, valamint élőbeszéd formájában tájékoztatja a környékbeli települések lakosságát.

## Működési elv
A MoLaRi országos hálózata különféle érzékelőkből, vegyi és meteorológiai szenzorokból („monitoring végpontok”), valamint lakosságtájékoztató berendezésekből („riasztó végpontok”) áll. Ezek a veszélyesnek számító vegyi üzemek, telephelyek környezetében helyezkednek el, és egyrészt érzékelik, elemzik egy esetleges baleset (vagy szabotázs, terrorakció stb.) következtében a levegőbe kerülő veszélyes anyagokat, követik ezek terjedési útvonalát, továbbá jelentenek a megyei és országos MoLaRi központok felé, másrészt riasztják és élőszóban utasítják a lakosság azon részét, amelyet a veszélyes anyagok fenyegethetnek.
A rendszer mérőállomásai képesek mérni a levegőbe került veszélyes vegyi anyagok koncentrációját, illetve a szélirányt, a szélsebességet, és a hőmérsékletet, amelyek lehetővé teszik gázfelhők terjedésének előrejelzését. A riasztás hangja maga nagyon hasonló a hidegháború idején használt légoltalmi („légvédelmi”) szirénák jellegzetes hangjához.
A MoLaRi kifogástalan működőképességét rendszeres tesztek hivatottak ellenőrizni, ezért 2014. szeptember 1-jétől kezdve Budapesten is minden hónap első hétfőjén próbariasztások zajlanak, kivéve, ha az adott napon nemzeti vagy egyházi ünnep van, ilyenkor a próba a következő hétfőre tolódik. Azonban csak az első budapesti próbariasztás volt teljes intenzitású, minden további próba csökkentett intenzitással zajlik. A tesztriasztások a többször elhangzó „Figyelem, ez próba!” mondattal kezdődnek, illetve a többször elhangzó „A próbának vége!” mondattal fejeződnek be, ha ez nem történik meg, akkor a riasztás valós, és a rendszer élőszóban ad utasításokat a lakosságnak.

## Kiépítés
A MoLaRi kiépítése 2006-ban kezdődött meg Borsod-Abaúj-Zemplén megyében, öt veszélyesnek minősített helyszín környezetében. Itt hét településen épült ki a rendszer: Berentén, Kazincbarcikán, Oszláron, Sajóbábonyban, Sajószentpéteren, Tiszapalkonyán és Tiszaújvárosban. Ez összesen mintegy 1,5 milliárd forintba került, amely összeg európai uniós támogatásból származott.
2007-ben 7 milliárd forintos összköltséget említett Kohánka István, a Borsod-Abaúj-Zemplén Megyei Katasztrófavédelmi Igazgatóság helyettes vezetője, Rétközi Ferenc, az Igazgatóság vezetője pedig úgy nyilatkozott, hogy a rendszer teljes kiépítése 2012-ben fejeződhet be, és Budapesten kívül nyolc megyére kiterjedően, 20 veszélyes helyszínt fog felügyelni.
A rendszer első, a lakosok számára is észlelhető, úgynevezett „morgatópróbája” 2007. március 26-án volt Borsod-Abaúj-Zemplén megyében. A szirénaszón kívül tesztelésre került a rendszer lakossági tájékoztató (hangosbeszélő) funkciója is.
A MoLaRi több telepítési ütem és a helyi, valamint megyei katasztrófavédelmi tervekbe való integrálás után végül 2014 szeptemberére lett teljes, a budapesti hálózat kiépítésével és nyilvános próbájával, amely szeptember 1-én, délelőtt 11 órakor indult meg. Teljes kivitelezési költsége 10 milliárd forint lett, amelyből 3 milliárd forint a budapesti alrendszer költsége.

## Helyszínek

### Országosan
A MoLaRi országosan 321 monitoring és 576 riasztó végpontból állt 2014 szeptemberében.
Az alábbi táblázat nem csak a felügyelt helyszíneket, hanem a MoLaRi központokat is tartalmazza a teljesség kedvéért. Az adatok forrásai: Origo, ZETApress, Védelem Online, Medical Online
| #   | Létesítmény                                   | Helyszín                      | Kiépítés dátuma |
| --- | --------------------------------------------- | ----------------------------- | --------------- |
| a   | Borsod-Abaúj-Zemplén vármegyei MoLaRi központ | Borsod-Abaúj-Zemplén vármegye | 2006            |
| 01. | BorsodChem Zrt.                               | Borsod-Abaúj-Zemplén vármegye | 2006            |
| 02. | Észak-Magyarországi Vegyiművek Kft.           | Borsod-Abaúj-Zemplén vármegye | 2006            |
| 03. | FramoChem Zrt.                                | Borsod-Abaúj-Zemplén vármegye | 2006            |
| 04. | MOL Tiszai Finomító                           | Borsod-Abaúj-Zemplén vármegye | 2006            |
| 05. | MOL Petrolkémia Zrt. (volt TVK)               | Borsod-Abaúj-Zemplén vármegye | 2006            |
| b   | Országos MoLaRi központ                       | Budapest                      | 2006            |
| 06. | Huntsman Zrt.                                 | Veszprém vármegye             | 2007            |
| 07. | MOL Dunai Finomító                            | Pest vármegye                 | 2007            |
| 08. | Nitrogénművek Zrt.                            | Veszprém vármegye             | 2007            |
| c   | Pest vármegyei MoLaRi központ                 | Pest vármegye                 | 2007            |
| 09. | Prímagáz Zrt. gógánfai tárolója               | Veszprém vármegye             | 2007            |
| d   | Veszprém vármegyei MoLaRi központ             | Veszprém vármegye             | 2007            |
| e   | Csongrád-Csanád vármegyei MoLaRi központ      | Csongrád-Csanád vármegye      | 2008            |
| 10. | Dunaferr Zrt.                                 | Fejér vármegye                | 2008            |
| f   | Fejér vármegyei MoLaRi központ                | Fejér vármegye                | 2008            |
| 11. | Prímagáz Zrt. algyői üzeme                    | Csongrád-Csanád vármegye      | 2008            |
| 12. | Prímagáz Zrt. pincehelyi üzeme                | Tolna vármegye                | 2008            |
| g   | Tolna vármegyei MoLaRi központ                | Tolna vármegye                | 2008            |
| h   | Komárom-Esztergom vármegyei MoLaRi központ    | Komárom-Esztergom vármegye    | 2009            |
| 13. | Richter Gedeon Nyrt. dorogi telephelye        | Komárom-Esztergom vármegye    | 2009            |
| 14. | Egis gyógyszergyár                            | Budapest                      | 2014            |
| 15. | Richter Gedeon gyógyszergyár                  | Budapest                      | 2014            |
| 16. | Sanofi (egykori Chinoin) gyógyszergyár        | Budapest                      | 2014            |

### Budapesten
A MoLaRi budapesti része a IV., a IX., a X., a XIII., a XIV., a XV., a XVI. és a XIX. kerületben körülbelül 190 ezer embert képes riasztani és tájékoztatni a környezetükben bekövetkező veszélyes vegyi baleset esetén.
A fővárosban három helyszín környezetében került telepítésre összesen 52 db monitoring végpont és 317 darab riasztási végpont, ezek a következőek:
- Egis gyógyszergyár (X. kerület, Keresztúri út 30-38.)
- Richter Gedeon gyógyszergyár (X. kerület, Gyömrői út 19-21.)
- Sanofi (egykori Chinoin) gyógyszergyár (IV. kerület, Tó utca 1-5.)

## Lásd még
- Országos Katasztrófavédelmi Főigazgatóság (OKF)
- Polgári védelem
- Vegyvédelem

## Külső linkek
- Budapest Video (budapestvideo.hu) – MoLaRi – rövid bemutatóvideó a MoLaRiról a budapesti alrendszer átadása kapcsán